# Сабашниковы

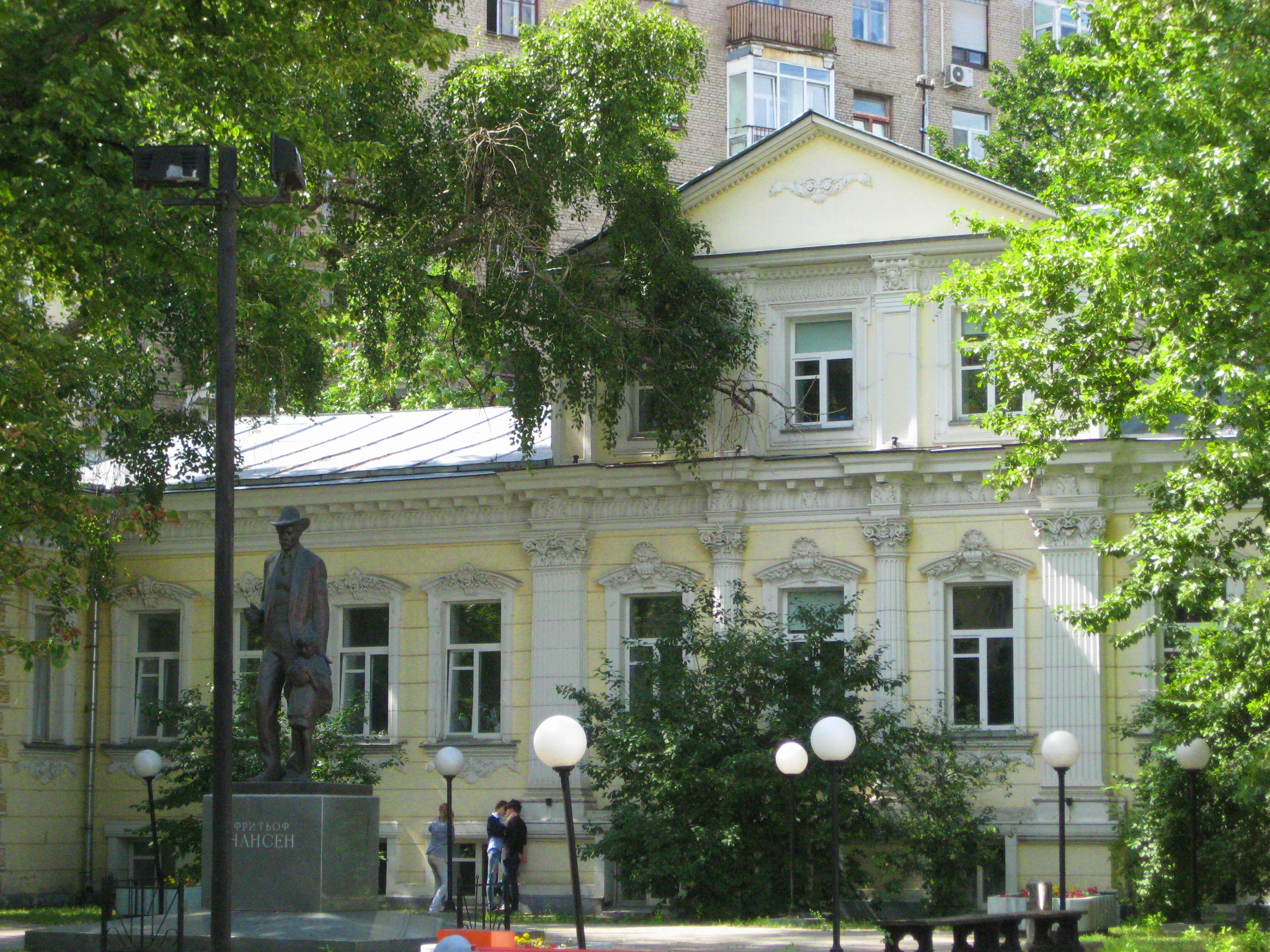
Большой Лёвшинский переулок, № 6. Дом Сабашниковых (перестроен и заново отделан в 1880-е годы архитектором П. С. Бойцовым; в 1898 году перестроен архитектором А. П. Вакариным). В 1830-х годах в доме жил литературный критик В. Г. Белинский.

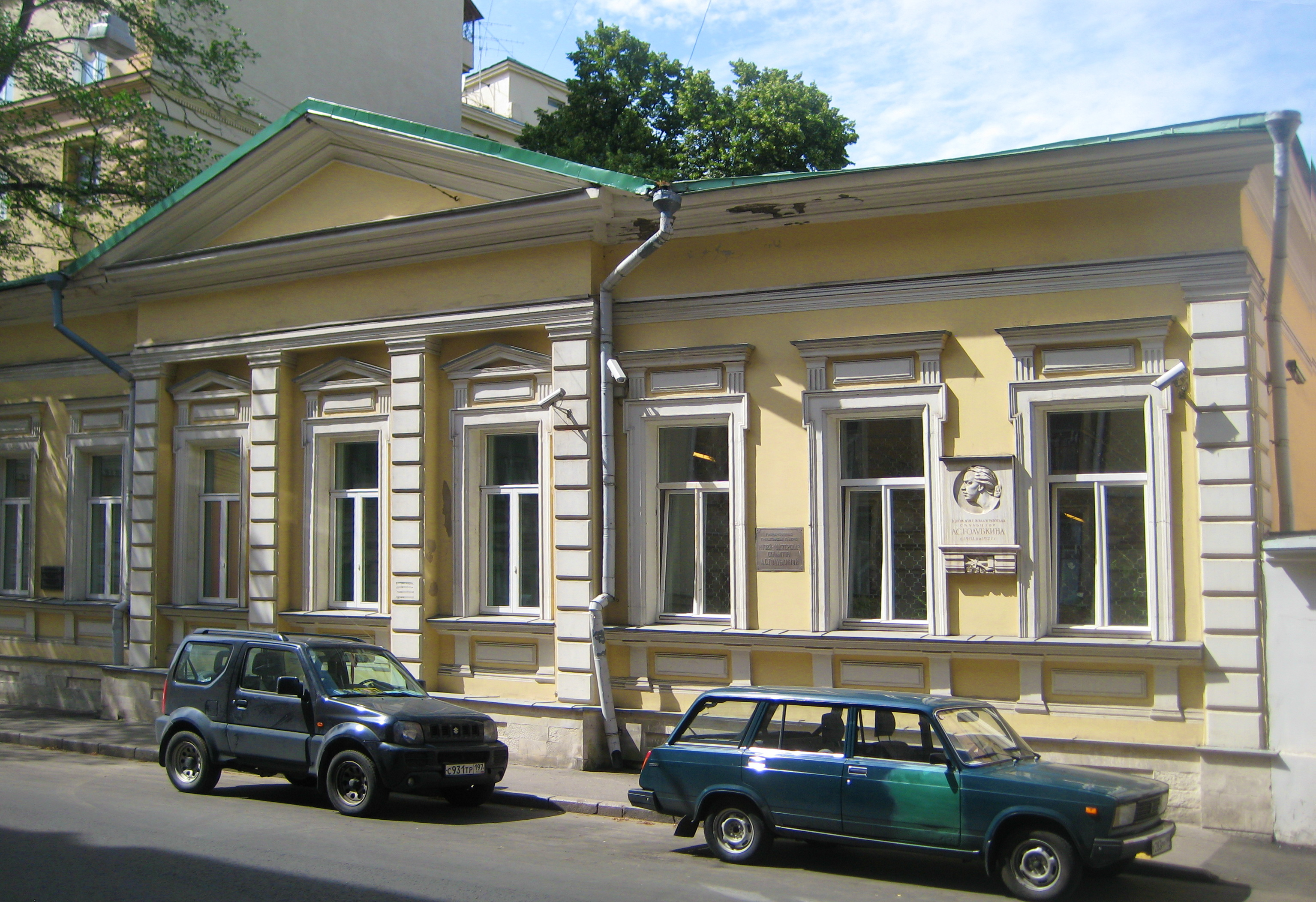
Музей-мастерская А. С. Голубкиной (Большой Лёвшинский переулок). Здание второй четверти XIX века с прилегающей двухэтажной пристройкой было специально спроектировано под художественные мастерские по инициативе Сабашниковых.

Саба́шниковы — русская купеческая династия.
- Никита Филиппович Сабашников (1785—185?) — потомственный почётный гражданин[2], доверенный Российско-американской компании в Кяхте.
  - Василий Никитич Сабашников (1819—1879)[3] — начинал с чаеторговли, затем переключился на золотодобычу. После переезда в Москву участвовал в сахарорафинадном предприятии Корюковского завода в Черниговской губернии, поставлял шпалы для строившейся в то время Московско-Нижегородской железной дороги. Жена — Серафима Савватьевна Скорнякова (1839—1876) — родственница селенгинского городничего, хозяйка литературно-музыкального салона в Кяхте, близко знала декабристов Николая и Михаила Бестужевых, приняла в дом дочь Михаила Бестужева Лёлю (в Кяхте).
    - Федор Васильевич (1869—1927) - издатель факсимиле рукописи Леонардо да Винчи «Кодекс о полёте птиц».
    - Михаил Васильевич (1871—1943) и Сергей Васильевич (1873—1909) — книгоиздатели, в 1891 году создали издательскую фирму «Издательство М. и С. Сабашниковых».
    - Антонина Васильевна (в замужестве Евреинова; 1861—1945) — пианист, издатель

  - Михаил Никитич Сабашников (1824—187?) — сибирский купец и золотопромышленник, опекун братьев-издателей после смерти их отца, жил в Москве.
    - Василий Михайлович Сабашников (1848—1923).
      - Маргарита Васильевна (в замужестве Волошина; 1882—1973) — русская художница и писательница, жена Максимилиана Волошина, таким образом, приходится братьям-издателям двоюродной племянницей.

    - Иван Михайлович Сабашников[пол.] 1855—1932) — врач-психиатр, соратник В. X. Кандинского — одного из основоположников отечественной психиатрии[4].

  - Марфа Никитична (в замужестве Кандинская; 1824—186?). Её муж — Николай Хрисанфович Кандинский (Кондинский; 1810—1863).
  - Агния Никитична (в замужестве Старцева; 1816—1860). Николай Бестужев написал портреты сестёр Марфы Никитичны и Агнии Никитичны.
- Михаил Филиппович Сабашников (1800—1850) — потомственный почётный гражданин, купец.
  - Елизавета Михайловна (в замужестве Иванова; 1837—1882) — русская писательница.